# Moulin Rouge Hotel & Casino
Het Moulin Rouge Hotel & Casino was in 1955 een hotel en casino in West Las Vegas, Nevada (Verenigde Staten). Op dit moment is het gebouw geregistreerd bij het National Register of Historic Places als symbool voor het uitbreiden van de zwarte burgerrechten en een monument van het racistische verleden van Las Vegas.

## Het hotel
De Moulin Rouge opende op 24 mei 1955 en kostte 3,5 miljoen US $. Moulin Rouge was het eerste hotel in de Verenigde Staten dat zowel voor blanke als voor donkere mensen toegankelijk was. Tot die tijd waren alle casino's op de Strip gescheiden en kregen alleen zwarte entertainers toegang.

### Kenmerken
Het hotel ligt in West Las Vegas, waar de zwarte bevolking gedwongen werd om te leven. West Las Vegas was begrensd door Washington Avenue op het noorden, Bonanza Road op het zuiden, H Street en A Street in het westen en oosten. Het hotel sprong vooral uit het oog vanwege de luxe. Het hotel had 110 kamers, een showroom, zwembad, restaurant/café, jurkenwinkel en een bar.
Het hotel vertoonde verschillende verwijzingen naar de Parijse inspiratie bron:
- De Eiffeltoren stond verticaal op het bord van bij de ingang en stond ook afgebeeld op de casino chips.
- Een Franse chef-kok aan het hoofd van de brigade van het grootste restaurant.
- Het beveiligingspersoneel was gekleed in het uniform van het Franse vreemdelingenlegioen.

### Oprichting
In 1955 was het Will Max Schwartz die de noodzaak zag van een hotel dat ook toegankelijk werd voor de zwarte bevolking. Schwartz bouwde samen met andere witte investeerders als Louis Rubin en Alexander Bisno en de zwarte bokser Joe Louis het hotel. Samen opende ze de Moulin Rouge op 900 West Bonanza Road. De locatie was gunstig omdat het precies in het midden viel van de overwegend witte Strip en de wijk waar zwarte burgers woonde.

### Uiterlijk
Het complex zelf bestond uit twee gepleisterde gebouwen in modernistische googie-architectonische stijl die het hotel, het casino en een theater moesten huisvesten. Aan de buitenkant van het hotel stond de naam in neon-letters op de muur. De neon-letters voor de naam zijn ontworpen door Betty Willis, zij is tevens de maker van de "Welcome to Fabulous Las Vegas" bord aan de zuidkant van de Strip.
Ook waren er in het hotel en casino verschillende muurschilderingen van dansende vrouwen en mooie auto's. De Moulin Rouge in Parijs werd gebruikt als bron van inspiratie. De muur schilderingen van de Moulin Rouge Las Vegas bevatte vele verwijzingen naar Parijs en Toulouse Lautrec. Zwarte danseressen voerde op een podium een show op te midden van een decor van muren met mahoniehouten afwerking en muurschilderingen in Toulouse Lautrec-stijl van zwarte Franse cancan danseressen.

## Opening
Het Moulin Rouge hotel en casino was bij de opening volledig gelijk voor zowel de zwarte als de blanke bevolking. Dit kwam onder andere tot uiting in de bij de gasten maar ook bij de entertainers en de werknemers.
Het hotel behaalde op 20 juni 1955 de cover van Life magazine, met een foto van twee showgirls. Het hotel had een lange lijst van bijzondere gasten die in het hotel op bezoek kwamen. Grote zwarte zangers en muzikanten als Sammy Davis, Nat King Cole, Pearl Bailey en Louis Armstrong zouden vaak in het hotel zijn geweest. Al deze zwarte artiesten waren verbannen van de Strip. Daarnaast kwamen er ook een groot aantal blanke artiesten, waaronder George Burns, Jack Benny en Frank Sinatra na hun shows in het casino om te gokken.
De Moulin Rouge stond onder leiding van een aantal van de meest vooraanstaande persoonlijkheden uit de wereld van de entertainment, sport, business en horeca. Om het beste entertainment te kunnen verzekeren werden Clarence Robinson, producer-regisseur, en Benny Carter, bandleider, door het Moulin Rouge gecontracteerd. Robinson had 35 jaar ervaring in de showbusiness en was ook degene die de shows van de originele Moulin Rouge in Parijs produceerde. Hij was vlak daarvoor teruggekeerd uit Engeland, waar hij jarenlang directeur van het Londons Palladium was. Carter was een ervaren bandleider en componist van hits als "Black Bay Boogie" en "Blues In My Heart". Hij speelde saxofoon, klarinet, trompet en piano en verdiende daarmee met recht de titel van meest veelzijdige bandleider van Amerika.

## Sluiting
In oktober 1955 sloot de Moulin Rouge haar deuren, en in december 1955 werd het casino was failliet verklaard. Desalniettemin opent het Moulin Rouge op deeltijd-basis haar deuren om de gok-licentie te behouden.

### Civiele-rechten erfgoed
De korte maar bruisende leven van de Moulin Rouge hielp de zwarte bevolking in Las Vegas. Voor een tijdje was het hotel in handen van de eerste Afro-Amerikaanse vrouw, Sarann Knight-Preddy, die een Nevada Gaming License kreeg. Veel van degenen die in dienst waren van het hotel werd later activisten en aanhangers om te strijden voor de rechten voor de zwarten. Het hotel was ook de vonk die nodig was om een einde aan de segregatie op de Strip te brengen.
In 1960, onder bedreiging van een protestmars over de Las Vegas Strip tegen rassendiscriminatie door de Las Vegas casino's, werd een bijeenkomst ingelast. Deze bijeenkomst zou zijn tussen de toenmalige gouverneur Grant Sawyer, de hoteleigenaars, stad en provincie ambtenaren, lokale zwarte leiders, en de NAACP president James McMillan. De vergadering werd gehouden op 26 maart bij het inmiddels gesloten Moulin Rouge. Dit resulteerde in een akkoord over de rassendiscriminatie van de hotels op de Strip. Hank Greenspun, die later een belangrijke media-persoonlijkheid in de stad zou te worden, bemiddelde bij de overeenkomst.
In 1992 werd de Moulin Rouge geregistreerd op het National Register of Historic Places als symbool voor het uitbreiden van de zwarte burgerrechten en een monument van het racistische verleden van Las Vegas.

## Behoud
Hoewel het Moulin Rouge complex gesloten bleef voor tientallen jaren waren veel plannen om het culturele erfgoed te renoveren en opnieuw te openen. Maar op 29 mei 2003 sloopte een brand bijna het hele gebouw. De gevel met de naam in neonletters werd van vernietiging gespaard. In 2004 werd een man gearresteerd in de buurt van zijn woning, en veroordeeld tot vier jaar gevangenisstraf in verband met de brand van het Moulin Rouge complex. Dit gebeurde nadat de man schuldig bepleit was voor brandstichting.
In januari 2004 werd de Moulin Rouge voor 12,1 miljoen dollar verkocht aan de Moulin Rouge Development Corporation. De "Moulin Rouge" neon-letters werd weer ingeschakeld, en een $ 200 miljoen vernieuwing van het gebouw werd aangekondigd. De vernieuwing vond echter nooit plaats en naar aanleiding van een beslissing in februari om de structuren af te breken in verband met overlast ontstond er op 6 mei 2009 voor de derde keer in vier jaar tijd brand. Deze brand veroorzaakt aanzienlijke schade aan de oorspronkelijke lobby van het hotel, maar niet aan de resterende oorspronkelijke buitenmuur waar de bewegwijzering op stond. De bewegwijzering was net verwijderd voor opslag bij het Neon Museum boneyard. Een dag voor de brand mislukte het om het pand te verkopen bij een executie veiling.
In juni 2010 verkreeg de Las Vegas Historic Preservation Commissie de vergunningen voor het slopen van de restanten van de gebouwen. Dit gebeurde onder vermelding van tal van problemen in verband met de veiligheid. Met ingang van februari 2011 liggen er nogsteeds de rode mozaïek pijlers in de lege hal en hebben de instabiele hotel vleugels nog steeds last van brandgevaar. De rest van het gebouw is inmiddels gesloopt.